# Museo de Arte He
El Museo de Arte He es un museo sin fines de lucro con fondos privados ubicado en Shunde, China, y diseñado por el ganador del Premio Pritzker Tadao Ando.
El nombre del museo "He" (chino: 和) toma el apellido de su fundador, He Jianfeng, hijo del fundador del Grupo Midea, He Xiangjian.

## Arquitectura
La filosofía de diseño de la arquitectura es la idea de armonía. A través de la escalera de doble hélice hecha en concreto, presenta varios círculos en diferentes dinámicas dentro del espacio.

## Exposición
- Del Mundo Mudane - Exposición inaugural HEM.[8]
- Exposición de la Colección del Museo, que incluye obras de arte contemporáneas y modernas chinas e internacionales.[9]